# Observatoire de Haute-Provence
Das Observatoire de Haute-Provence (OHP) ist eine im Optischen arbeitende Sternwarte auf einem Hochplateau im Südosten Frankreichs. Es besitzt drei große Spiegelteleskope mit 1,2 bis 2 m Öffnung.
OHP wurde 1937 als nationale Einrichtung für die französische Astronomie gegründet und nahm 1943 mit dem Télescope de 120cm den Betrieb auf. OHP liegt im Südosten Frankreichs, etwa 90 km östlich von Avignon und 100 km nördlich von Marseille, auf einem Plateau in einer Höhe von 650 m. Die Beobachtungsbedingungen sind mit etwa 60 % nutzbaren Nächten und einem Seeing typisch um 2" zufriedenstellend für einen kontinentaleuropäischen Standort. Bei Mistral verschlechtert sich das Seeing merklich.

## Teleskope

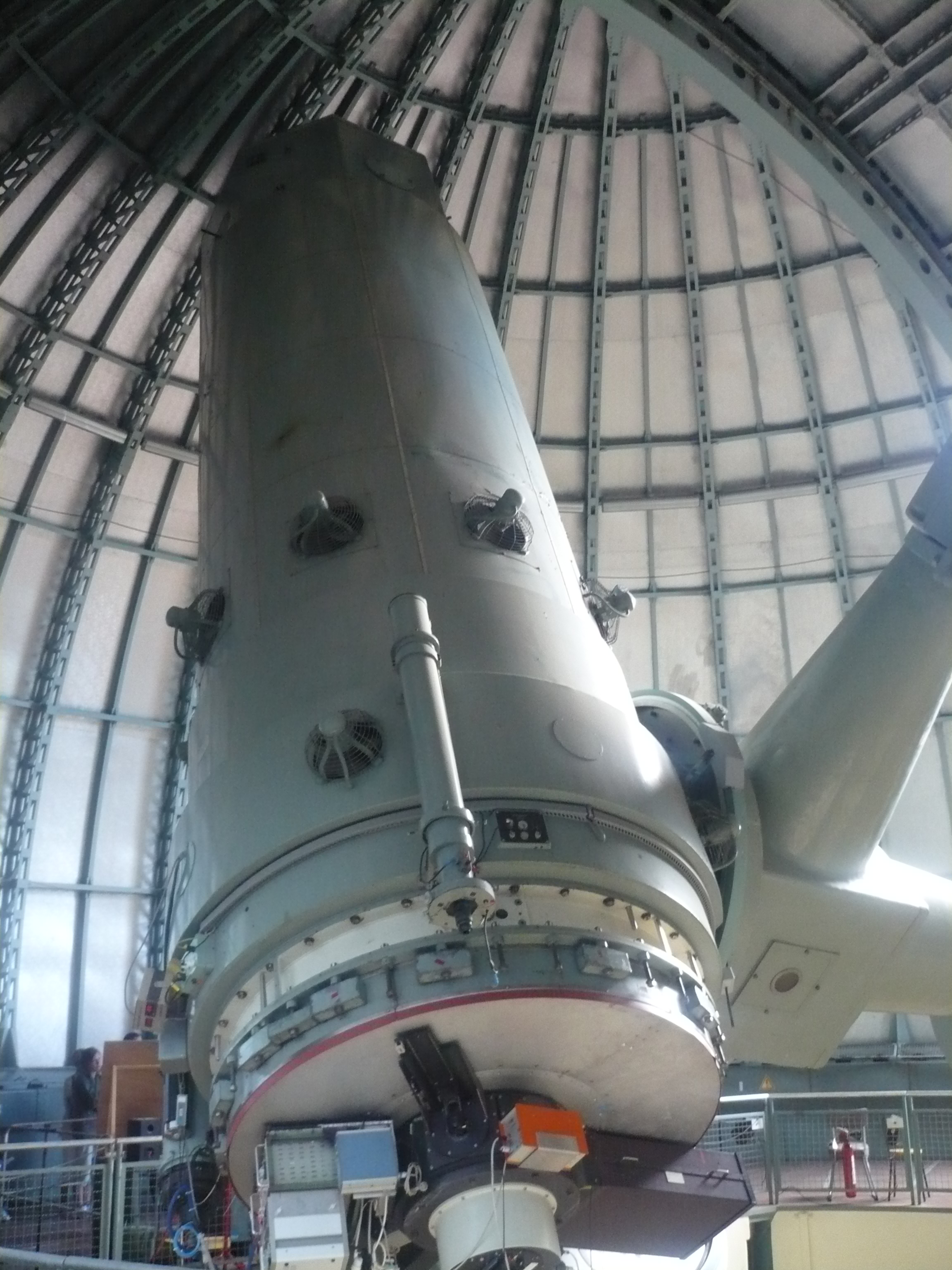
Das Télescope de 193cm des Observatoriums

Die vier Hauptinstrumente des OHP sind Spiegelteleskope:
- Das Télescope de 193cm wurde von Grubb-Parsons gebaut und 1958 installiert. Bedeutendste Entdeckung an diesem Teleskop ist die des ersten Exoplaneten durch Michel Mayor und Didier Queloz mit Hilfe des ELODIE-Spektrografen (1995).
- Das Télescope de 152cm ist fast identisch zum ehemaligen 1,52-m-Teleskop der ESO auf La Silla. Es ist seit 1967 in Betrieb und dient hauptsächlich spektroskopischen Untersuchungen.
- Das Télescope de 120cm wurde als erstes am Standort installiert und ist seit 1943 in Betrieb. Zuvor wurde es seit 1872 am Observatoire de Paris betrieben.
- Das Télescope de 80cm wurde seit 1932 im nahen Forcalquier für Tests der Beobachtungsbedingungen in der Region genutzt und 1945 ans Observatorium verlegt.

Weitere Teleskope am Standort des OHP werden vom Genfer Observatorium und von CNES betrieben.

## Geophysik
Auf dem Observatoriumsgelände befinden sich auch zwei Stationen für geophysikalische Forschung.
Eine Gruppe untersucht die Mesosphäre und Thermosphäre, eine weitere benutzt LIDAR zum
Studium von zum Beispiel Aerosol- und Ozongehalt in Troposphäre und Stratosphäre.